# Confédération autonome du travail
Ne doit pas être confondu avec les anciens CAT, Centres d’aide par le travail, réservés aux handicapés, devenus ESAT.
Pour les articles homonymes, voir CAT.
La Confédération autonome du travail ou CAT est une  organisation syndicale française dont les origines remontent à 1947-1948.

## Histoire
L'origine de la CAT remonte à 1947. À cette époque, la politisation marquée du bureau confédéral de la CGT donne lieu à des scissions syndicales qui entraînent le départ d’un certain nombre de syndicats et de militants. Certains syndicats dissidents contribuent à la naissance de la CGT-Force ouvrière (CGT-FO) fin 1947, d’autres décident de ne pas rejoindre la CGT-FO et restent autonomes.
Certains de ces syndicats autonomes se regroupent alors en fédérations et syndicats nationaux, tant dans le secteur privé que dans la fonction publique avec, notamment, la Fédération générale autonome des fonctionnaires pour créer, lors d’une assemblée constitutive, le 12 novembre 1953 à Paris, une confédération interprofessionnelle, la Confédération autonome du travail (CAT). Elle se revendiquera indépendante, tout en se référant à la participation du général de Gaulle, en particulier après les ordonnances de 1967 sur la sécurité sociale et le discours sur la « troisième voie » en 1968.

### Positions
La Confédération autonome du travail se définit en s'inscrivant dans une démarche syndicale tournée vers un progrès social durable, qu'elle estime à même de permettre aux salariés de retrouver confiance dans l'action collective en vue d'obtenir des satisfactions dans l'amélioration de leurs conditions de vie et de travail. 

Elle se donne pour autres objectifs de lutter contre les discriminations, les injustices et inégalités sociales.

## Implantations
La CAT est présente[réf. nécessaire], notamment, chez Orange S.A, Amazon, Darty, Adrexo, Air France, Brink's, Castorama, Peugeot (et ses filiales comme Gefco), dans le groupe TotalEnergies, chez Schneider, Carrefour, Cora, Ed, Caisse d'épargne, le PMU, Parfums Rochas, Lear, Colas, CNP Assurances, MAIF, Radiall, Mars PF, Keraglass, SODETRAV (Transports), Lidl, Pôle emploi, les services aéroportuaires,Servair, Travelex, Dailycer, HILTI, LABEYRIE,, Manpower, Stallergènes, Volcarest, Purfer, la sécurité, EDF, Footlocker  etc.

## Note
1. ↑  Wikipédia classe les organisations syndicales de salariés selon trois catégories visibles sur le portail Syndicalisme. Du fait de ses faibles résultats électoraux dans son champ de syndicalisation et de ses faibles effectifs, la CAT est classée dans les  structures syndicales.
2. ↑  Ivan Sainsaulieu, La Contestation pragmatique dans le syndicalisme autonome : La question du modèle SUD-PTT, Paris, L'Harmattan, 1999, 287 p. (ISBN 2-7384-7616-3, lire en ligne), p. 21-22
3. ↑  Jean-Baptiste Malet, « Vote sous influence chez Amazon », l'Humanité,‎ 8 septembre.